# زالسكامرغوت

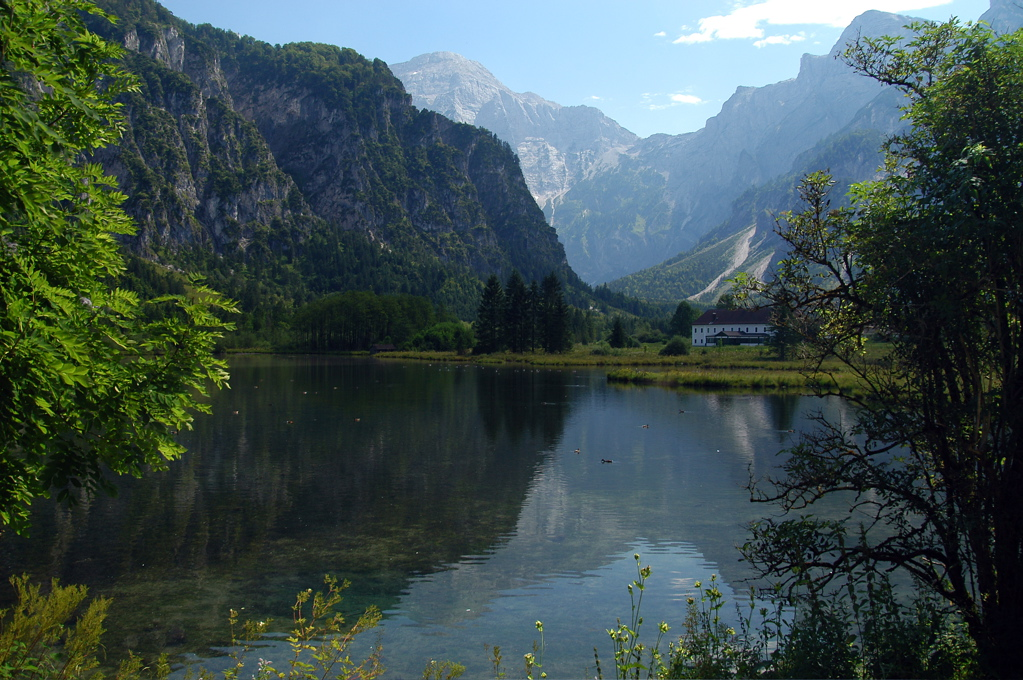
بحيرة "آلمزيه"

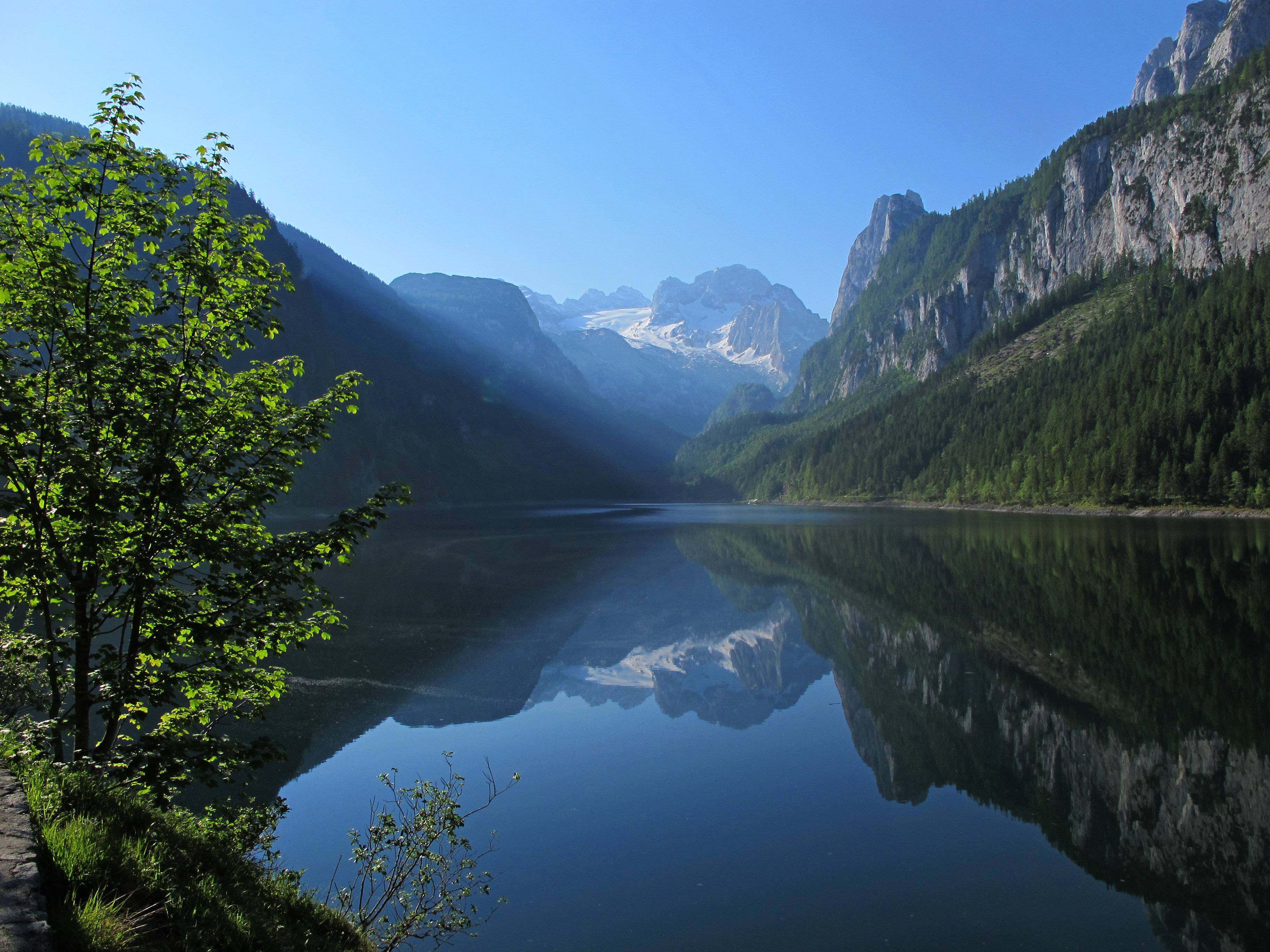
منظر في اتجاه جبل داخشتاين

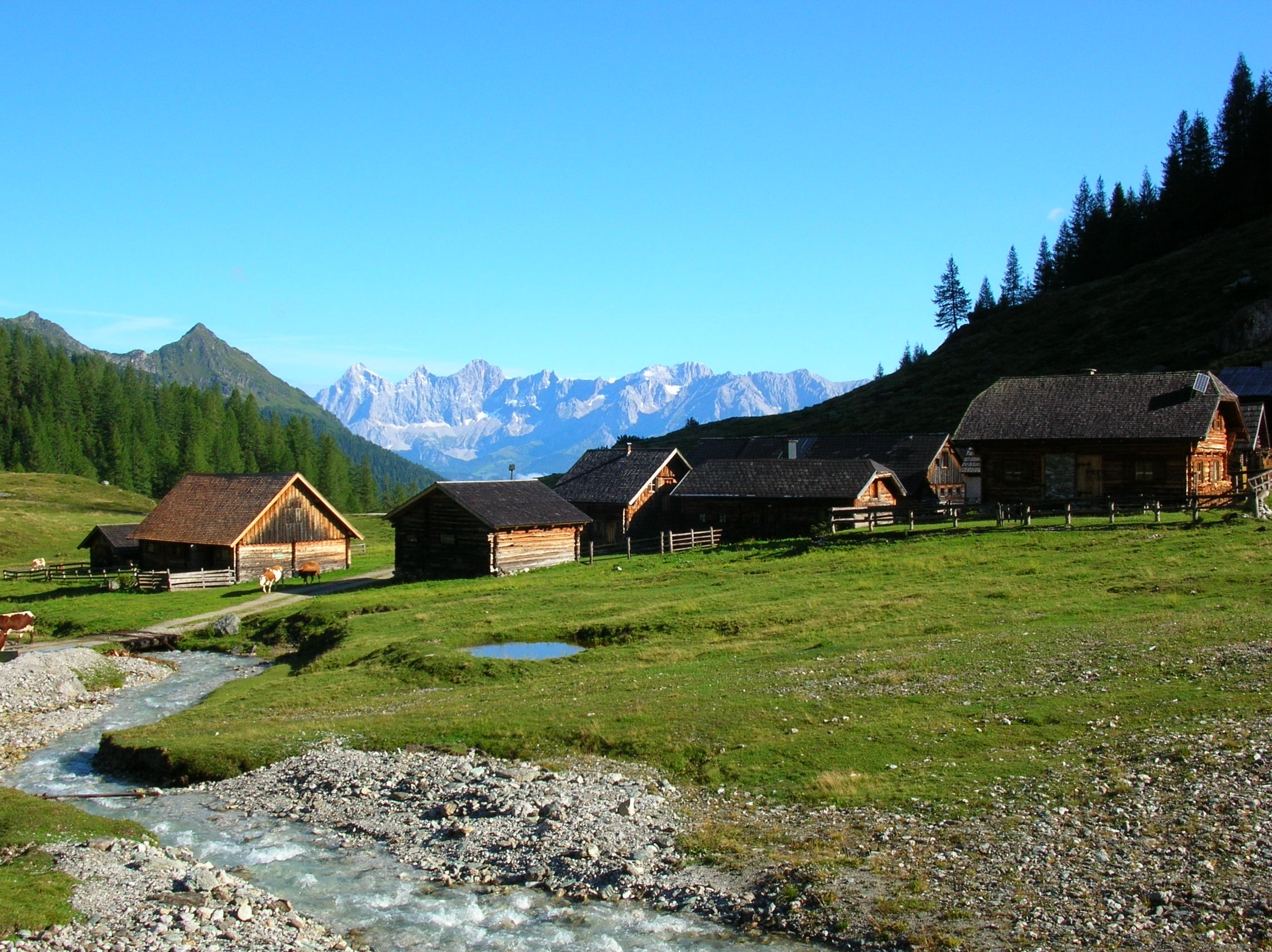
قرية بالقرب من مرتفعات داخشتاين.

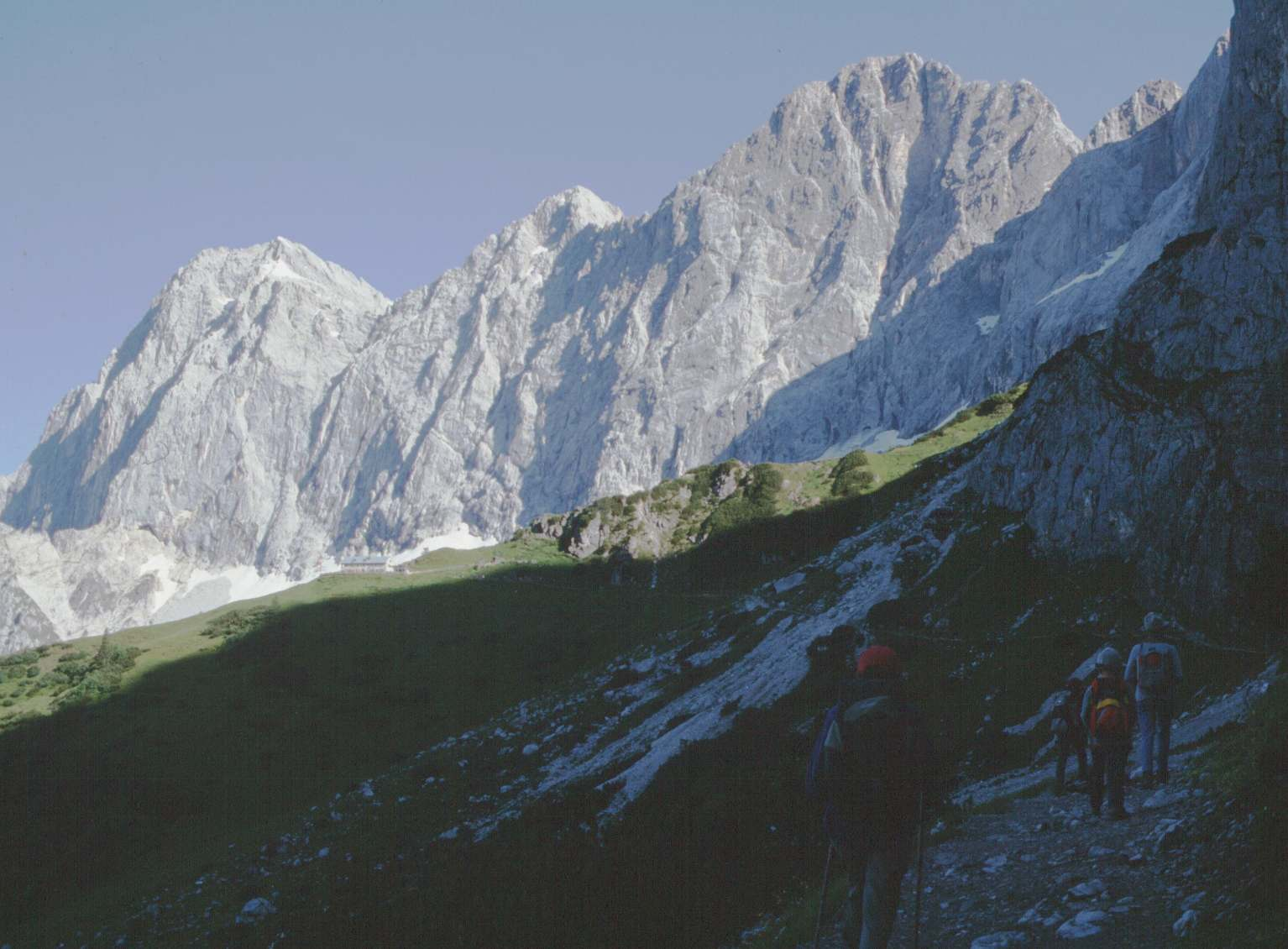
الجانب الجنوي لجبل داخشتاين.

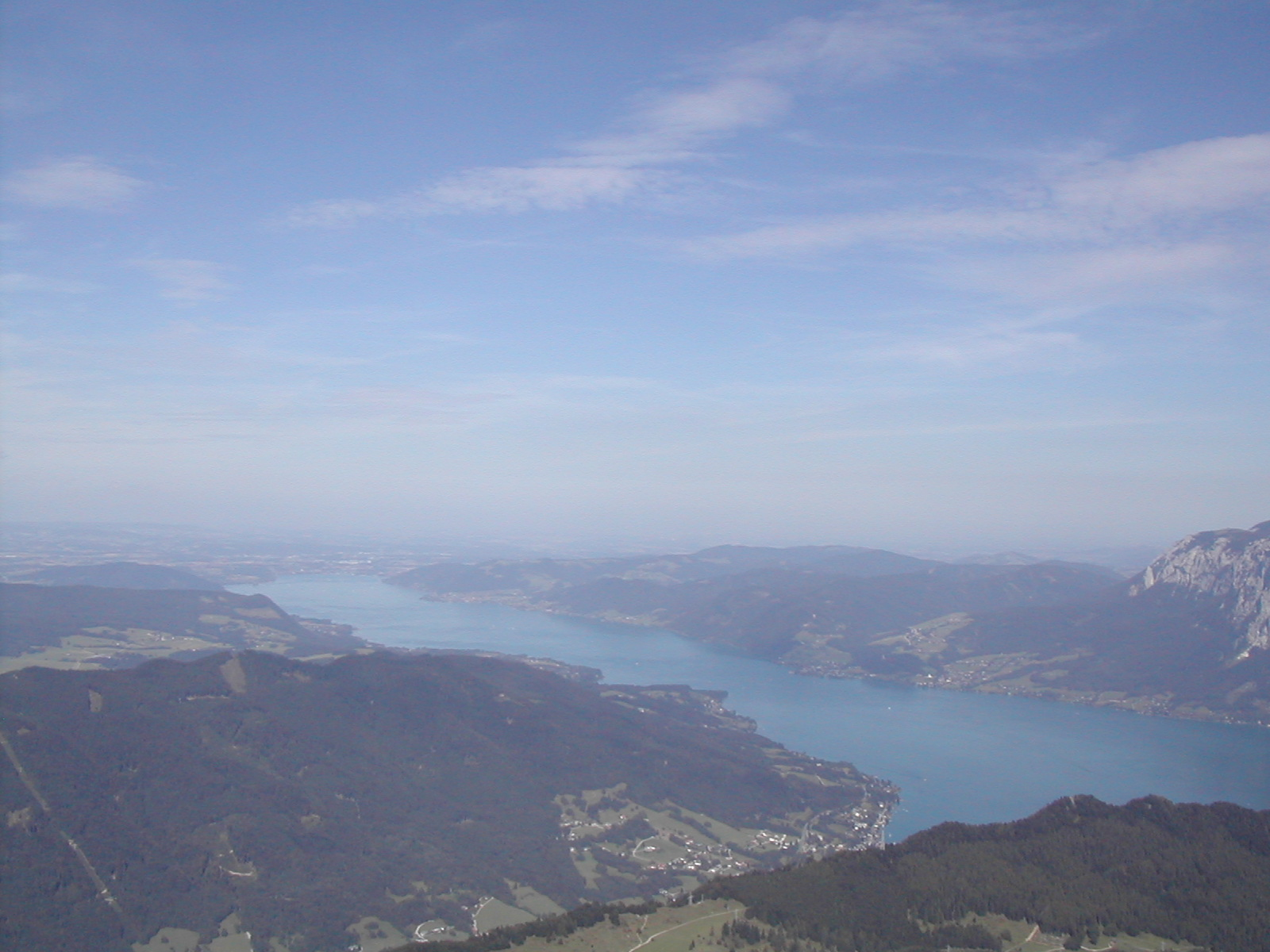
بحيرة "أترزيه" كما يرى من شافبرغ.

زالسكامرغوت (الألمانية: Salzkammergut) هي منطقة واسعة سياحية في وسط النمسا تقع عند جبال الألب وتمتد حتى مدينة زالتسبورغ. المنطقة جميلة تحدها جبال الألب وتنتشر فيها عدة من البحيرات، مثل «فوكسلزيه» و«ولفغانغزيه» و «موندزيه». تمت فيها جبال الألب ومن أشهر قممها «داخشتاين» و «غريمينغ». يحبها السياح لطبيعتها الخلابة، كما توجد بها عدة من الكهوف التي يحب الناس زيارتها.